# Piove sul mio villaggio
Piove sul mio villaggio (Bice skoro propast sveta) è un film del 1968 diretto da Aleksandar Petrović.